# Vagrans
Vagrans is een geslacht van vlinders van de familie van de Nymphalidae, uit de onderfamilie van de Heliconiinae. De wetenschappelijke naam en de beschrijving van dit geslacht zijn voor het eerst gepubliceerd in 1934 door Francis Hemming.
Dit geslacht is monotypisch, dat wil zeggen dat het maar één soort heeft namelijk Vagrans egista (Cramer, 1780).